# Чарлстаун Тауншип (округ Честер, Пенсільванія)
Чарлстаун Тауншип (англ. Charlestown Township) — селище (англ. township) в США, в окрузі Честер штату Пенсільванія. Населення — 6001 особа (2020).

## Демографія
Згідно з переписом 2010 року, у селищі мешкала 5671 особа в 1893 домогосподарствах у складі 1468 родин. Було 1969 помешкань
Расовий склад населення:
| - 85,9 % — білих - 9,0 % — азіатів - 2,3 % — чорних або афроамериканців - 0,2 % — корінних американців |

До двох чи більше рас належало 1,8 %. Частка іспаномовних становила 2,6 % від усіх жителів.
За віковим діапазоном населення розподілялося таким чином: 25,0 % — особи молодші 18 років, 64,3 % — особи у віці 18—64 років, 10,7 % — особи у віці 65 років та старші. Медіана віку мешканця становила 39,3 року. На 100 осіб жіночої статі у селищі припадало 93,9 чоловіків;  на 100 жінок у віці від 18 років та старших — 90,2 чоловіків також старших 18 років.
Середній дохід на одне домашнє господарство  становив 193 934 долари США (медіана — 146 944), а середній дохід на одну сім'ю — 206 865 доларів (медіана — 168 021). Медіана доходів становила 102 462 долари для чоловіків та 76 131 долар для жінок. За межею бідності перебувало 2,6 % осіб, у тому числі 1,9 % дітей у віці до 18 років та 4,9 % осіб у віці 65 років та старших.
Цивільне працевлаштоване населення становило 2819 осіб. Основні галузі зайнятості: освіта, охорона здоров'я та соціальна допомога — 25,9 %, науковці, спеціалісти, менеджери — 18,2 %, фінанси, страхування та нерухомість — 14,3 %.